# Хассания
Хассани́я (араб. حسّانية‎ Hassānīya) — разговорная разновидность арабского языка, распространённая в Мавритании и Западной Сахаре. Хассания распространён также в соседних государствах: Мали, Нигере, Алжире и Сенегале, где носит статус национального языка. Общее число говорящих — более 3,5 млн человек, из которых около трёх миллионов проживают в Мавритании.
В XIV—XV веках на территорию современной Мавритании вторглись арабские племена макиль. Заняв господствующее положение в стране, арабы установили власть над берберами-санхаджа и этнически смешанным населением земледельческих оазисов. Главным религиозным и политическим центром стал оазис Шингетти. Сама страна называлась Тарб-эль-Бидан (Земля белых) или Шингет от названия Шингетти. Именно в это время широкое распространение получил диалект арабского языка хассания, который практически полностью вытеснил в регионе берберские языки.
Фонологическая система хассании одновременно консервативна и инновационна. Все фонемы классического арабского представлены в диалекте, но есть и многочисленные новые. Как и в других бедуинских диалектах, фонеме [q] классического арабского соответствует диалектная /ɡ/ (впрочем, это соответствие в некоторых словах нарушается: /mqass/ «ножницы»), фонемы /dˤ/ и /ðˤ/ слились в /ðˤ/, в то время как межзубные /θ/ and /ð/ сохранились. Как и в других западных диалектах арабского, фонема современного стандартного арабского /ʤ/ представлена как /ʒ/.
Краткие гласные в открытых слогах обыкновенно редуцируются: */ka.ta.ba/ > */ka.tab/ > /ktəb/ «(он) писал».

## Письменность
В Сенегале в 2005 году утверждён алфавит для языка хассания на латинской основе:
| A | B | C | D | Ḍ | E | Ë | F | G | H | Ḥ | J | K | L | M | N | Ñ | O | Q | R | S | Ṣ | Ŝ | T | Ṭ | Ŧ | U | V | W | X | Ẋ | Y | Z | Ż | Ẓ | ʔ |
| a | b | c | d | ḍ | e | ë | f | g | h | ḥ | j | k | l | m | n | ñ | o | q | r | s | ṣ | ŝ | t | ṭ | ŧ | u | v | w | x | ẋ | y | z | ż | ẓ | ʼ |

## СМИ
На языке хассания ведёт вещание RASD TV — западносахарский антенный и спутниковый общественный телеканал.